# Ypsilon Scorpii
Ypsilon Scorpii (υ Sco) – gwiazda w gwiazdozbiorze Skorpiona, będąca podolbrzymem typu widmowego B. Znajduje się około 576 lat świetlnych od Słońca.

## Nazwa
Gwiazda ta historycznie dzieliła nazwę Shaula z pobliską Lambda Scorpii, obecnie ma nazwę własną Lesath. Wywodzi się ona od greckiego słowa oznaczającego „mglista”, najprawdopodobniej określającego bliską gromadę Messier 7, widoczną jak mglista plamka wskazywana przez gwiazdy żądła Skorpiona. Termin został przetłumaczony na język arabski (‏لطخة‎ laţẖa, „mglista plamka”), a następnie błędnie zrozumiany i zlatynizowany przez astronoma przekładającego arabskie mapy nieba na łacinę (arabskie słowo ‏لسع‎ las'a oznacza „ukąszenie”). Międzynarodowa Unia Astronomiczna w 2016 roku formalnie zatwierdziła użycie nazwy Lesath dla określenia tej gwiazdy.

## Charakterystyka
Ypsilon Scorpii jest białoniebieskim podolbrzymem, należy do asocjacji OB Skorpiona-Centaura, grupy podobnych gwiazd powstałych w zbliżonym czasie. Gwiazdę otacza obłok materii, jednak rotuje ona wolniej niż większość znanych gwiazd typu Be (może być to efekt geometryczny, związany z nachyleniem osi obrotu do kierunku obserwacji). Synteza wodoru w hel wewnątrz gwiazdy ustała lub wkrótce ustanie, po czym Lesath zmieni się w czerwonego nadolbrzyma. Masa gwiazdy plasuje ją na granicy pomiędzy gwiazdami, które kończą życie w eksplozji supernowej, a tymi, które mniej gwałtownie odrzucają powłoki, odsłaniając jądro. Najprawdopodobniej Lesath w przyszłości nie eksploduje, lecz stanie się neonowo-tlenowym białym karłem o dużej masie.